# 和仁健太郎
和仁 健太郎（わに けんたろう、1977年 - ）は、日本の法学者。専門は国際法。大阪大学大学院国際公共政策研究科教授。安達峰一郎記念賞受賞。

## 人物・経歴
1999年上智大学法学部国際関係法学科卒業。2007年東京大学大学院総合文化研究科国際社会科学専攻博士課程修了、博士（学術）。東京大学大学院総合文化研究科国際社会科学専攻助教を経て、2010年大阪大学大学院国際公共政策研究科准教授。同年『伝統的中立制度の法的性格』で安達峰一郎記念賞受賞。2021年大阪大学大学院国際公共政策研究科教授。

## 著書
- 『伝統的中立制度の法的性格 : 戦争に巻き込まれない権利とその条件』東京大学出版会 2010年
- "Neutrality in international law : from the sixteenth century to 1945" Routledge 2017年